# Kai Turin
Hans Kai Turin-Nielsen (14. september 1885 på Frederiksberg – 5. februar 1935 i København) var en dansk arkitekt.

## Uddannelse
Tømrersvend 1905. Dimittent fra Sigurd Schou og Teknisk Skole. optaget på Akademiet i 1907. Var medarbejder hos Alf Jørgensen (Konduktør ved Søborg Kirke 1913-14) og hos Povl Baumann. 

## Bygninger
Køge Skibsværfts funktionærboliger og arbejderboliger (begge 1918-20, sidstnævnte sammen med Aage Lønberg-Holm) ; Villa for Direktør J. M. Schmidt, Bøgevej (1919) ; Boligbebyggelsen Heimdal, Amagerbrogade-Kentiavej – Funkiavej – Gyldenlakvej (1923) sammen med Henning Jørgensen; Dobbelthus i Studiebyen, Lundehusvej 6-8 (1923). Har desuden givet tegning til møbler og kunstindustri.